# Rhyncomya catalypsa
Rhyncomya catalypsa är en tvåvingeart som beskrevs av Seguy 1946. Rhyncomya catalypsa ingår i släktet Rhyncomya och familjen Rhiniidae. Inga underarter finns listade i Catalogue of Life.